# Ernst Auwärter
Die Ernst Auwärter Karosserie- und Fahrzeugbau KG, kurz EA, war ein namhaftes deutsches Karosseriebauunternehmen mit Sitz in Steinenbronn, das von 1854 bis 2013 unter unterschiedlichen Firmierungen und Gesellschaftern bestand und seit 1928 hauptsächlich Reisebusse produzierte.

## Geschichte

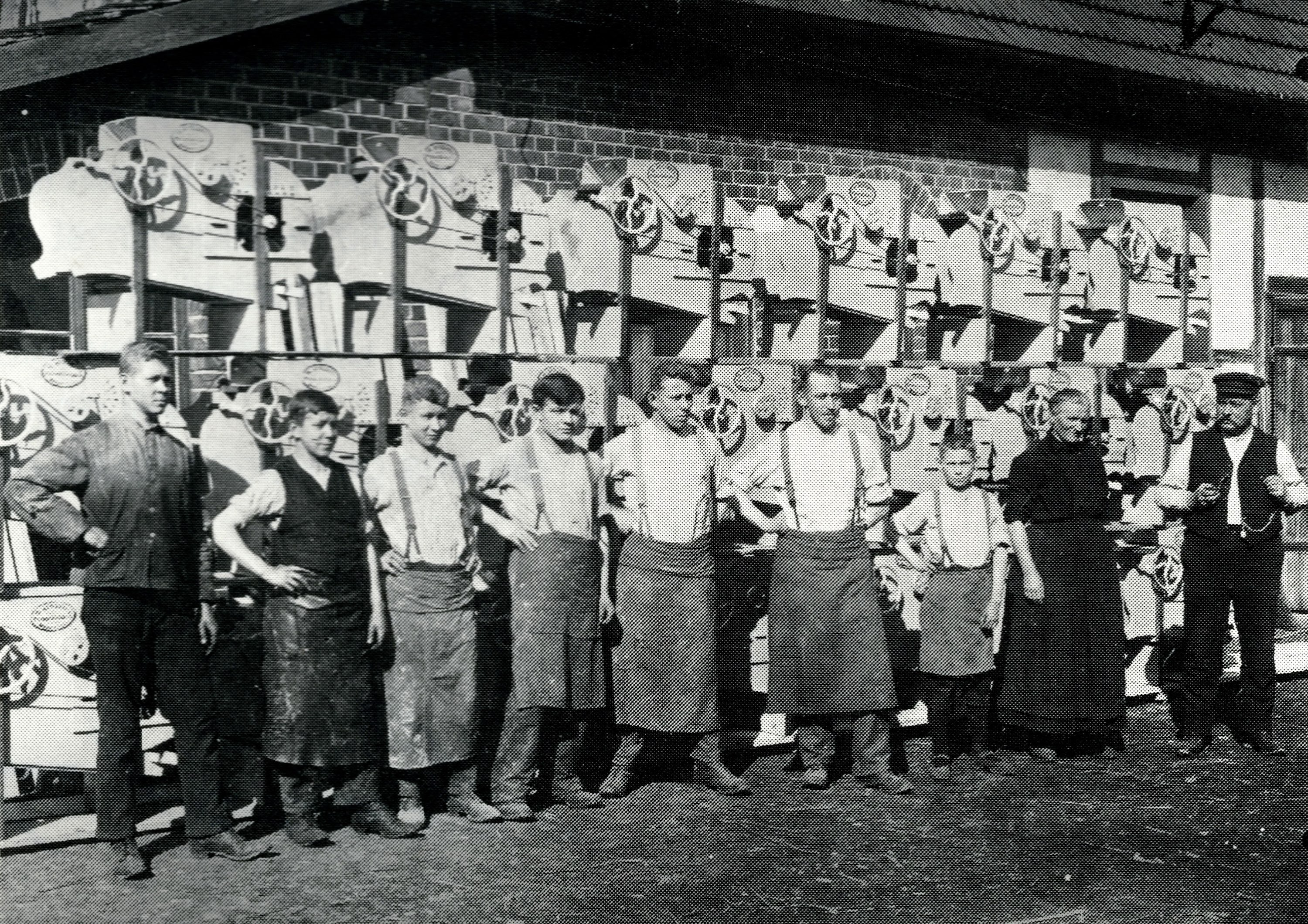
Gottlob Auwärter mit seinen Söhnen als Gesellen 1926

### Die Anfänge
Friedrich Auwärter (1826–1893) gründete 1854 in Möhringen eine Wagnerei. Er entwickelte und baute eine Putzmühle, die nach der Getreideernte die Spreu von den Getreidekörnern trennt. Die Maschine fand bei den Bauern großen Anklang. Nach Friedrich Auwärters Tod im Jahr 1893 übernahmen seine beiden Söhne Jakob (1860–1925) und Gottlob (1870–1936) das Unternehmen. Sie stellten neben den Putzmühlen auch Bauernwagen her und beschäftigten zehn Mitarbeiter. Gottlob hatte sechs Söhne: Wilhelm, Ernst, Gottlob, Paul, Otto, Adolf und eine Tochter. Alle Söhne arbeiteten später im Betrieb, womit sich die Mitarbeiterzahl deutlich erhöhte.

### Der erste Omnibus

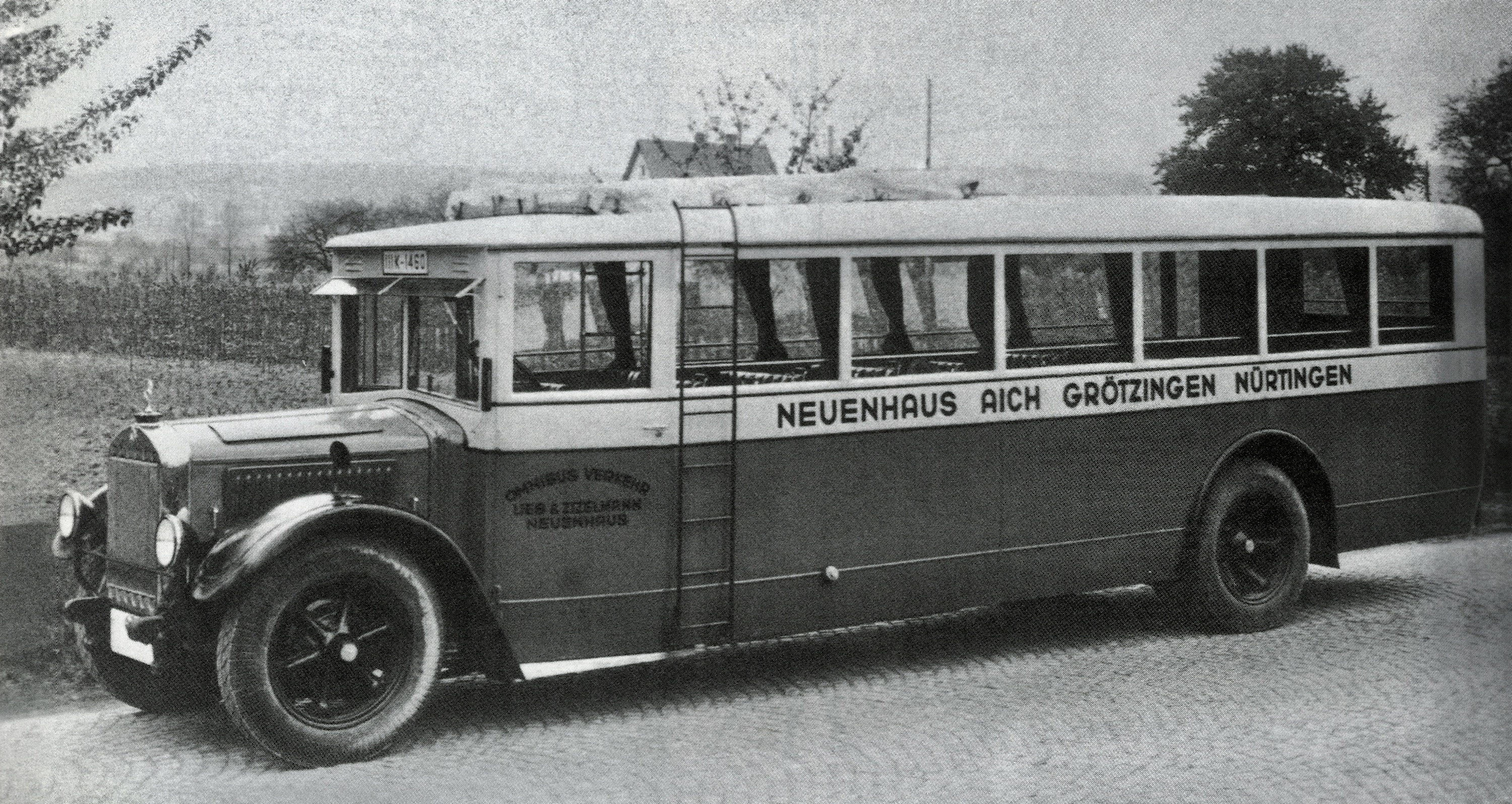
Bus von Ernst Auwärter aus dem Jahr 1929

1928 begann das Unternehmen mit dem Bau von Omnibussen. Verwendet wurden die Lastwagen-Fahrgestelle von Daimler-Benz, Ford und Opel. Das Busgerippe wurde in Eschenholz verzapft und verleimt sowie mit Blech beplankt. Die Bestuhlung bestand zunächst aus Holzbänken, später aus Sitzen mit Schweinslederbezug.

### Die Auwärter oHG

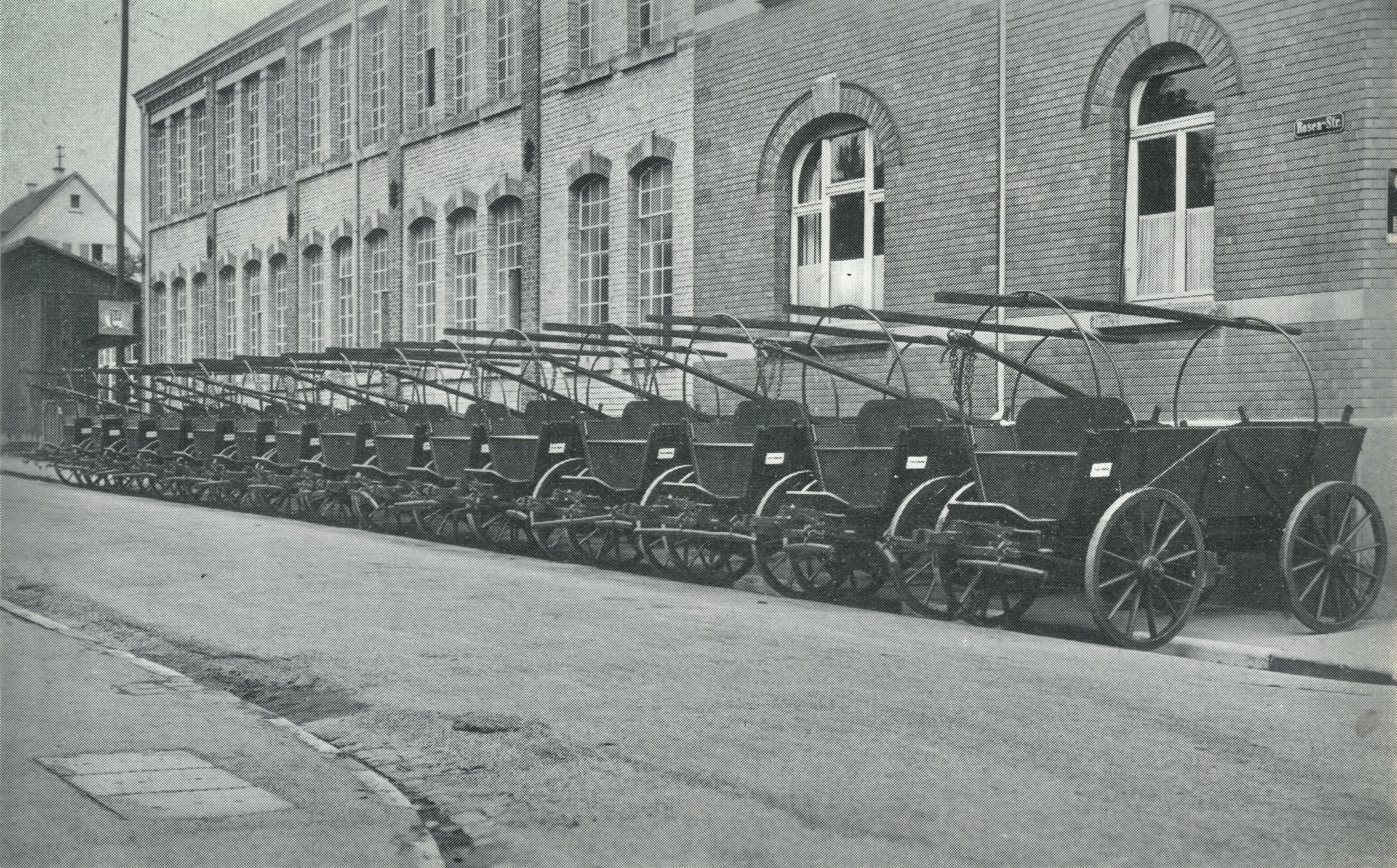
Gespannwagen für die Wehrmacht 1941

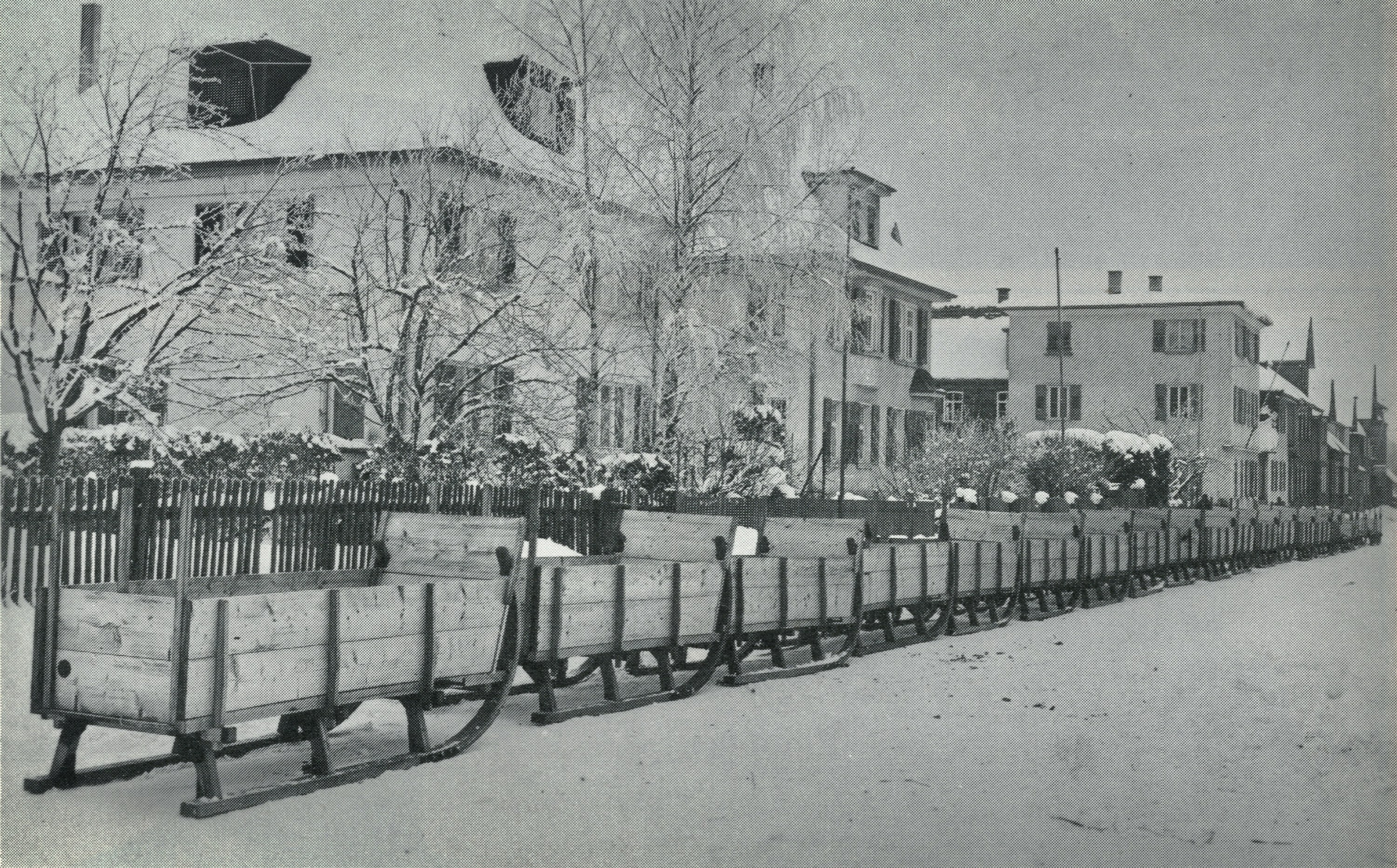
Gespannschlitten für den Russlandfeldzug

1934 wurde die Firma in die Auwärter oHG umgewandelt und von den Söhnen Wilhelm, Ernst, Gottlob und Paul weitergeführt.
Schon 1935 schied Gottlob Auwärter jun. aus der oHG aus und gründete ein eigenes Karosseriebauunternehmen, das ebenfalls Busse herstellte und seinen Sitz ebenfalls in Möhringen hatte. Diese Gottlob Auwärter GmbH & Co. KG wurde später unter dem Namen Auwärter Neoplan weltbekannt und 2001 an die MAN Nutzfahrzeuge AG verkauft, wo sie als Marke „Neoplan“ besonders für den gehobenen Reisebussektor weitergeführt wird.
Auch die Auwärter oHG konzentrierte sich ganz auf den Omnibusbau. 1937 zählte die Belegschaft 30 Mitarbeiter und bestand aus Wagnern, Schmieden, Flaschnern und Lackierern. Sattlerarbeiten wurden von dem Möringer Sattler Otto Mack bezogen. Für eine Panorama-Windschutzscheibe erhielt das Unternehmen ein Gebrauchsmuster.
Während des Zweiten Weltkriegs wurden für den Russlandfeldzug Gespann-Schlitten und Gespann-Wagen hergestellt.

### Trennung von Ernst und Paul Auwärter
1944 starb Wilhelm Auwärter (* 1896). Daraufhin übernahmen Ernst (* 1902) und Paul Auwärter (* 1905) den väterlichen Betrieb, den sie jedoch 1949 teilten: Paul übernahm den Geschäftszweig Anhänger und landwirtschaftliche Fahrzeuge, Ernst übernahm den Omnibusbau.
Paul zog 1963 mit seinem Unternehmen Paul Auwärter K.G. nach Simmozheim und beschäftigte über 100 Mitarbeiter, musste jedoch 2003 Insolvenz anmelden, was zur Schließung des Unternehmens führte.
Ernst Auwärter spezialisierte sich besonders auf Reisebusse mit bequemen Sitzen, viel Kofferraum und einer geschwungenen Formgebung. Bevorzugt wurden weiterhin Fahrgestelle der Daimler-Benz AG. 1958 wuchs die Belegschaft auf 55 Arbeitnehmer an.

### Ernst Auwärter KG

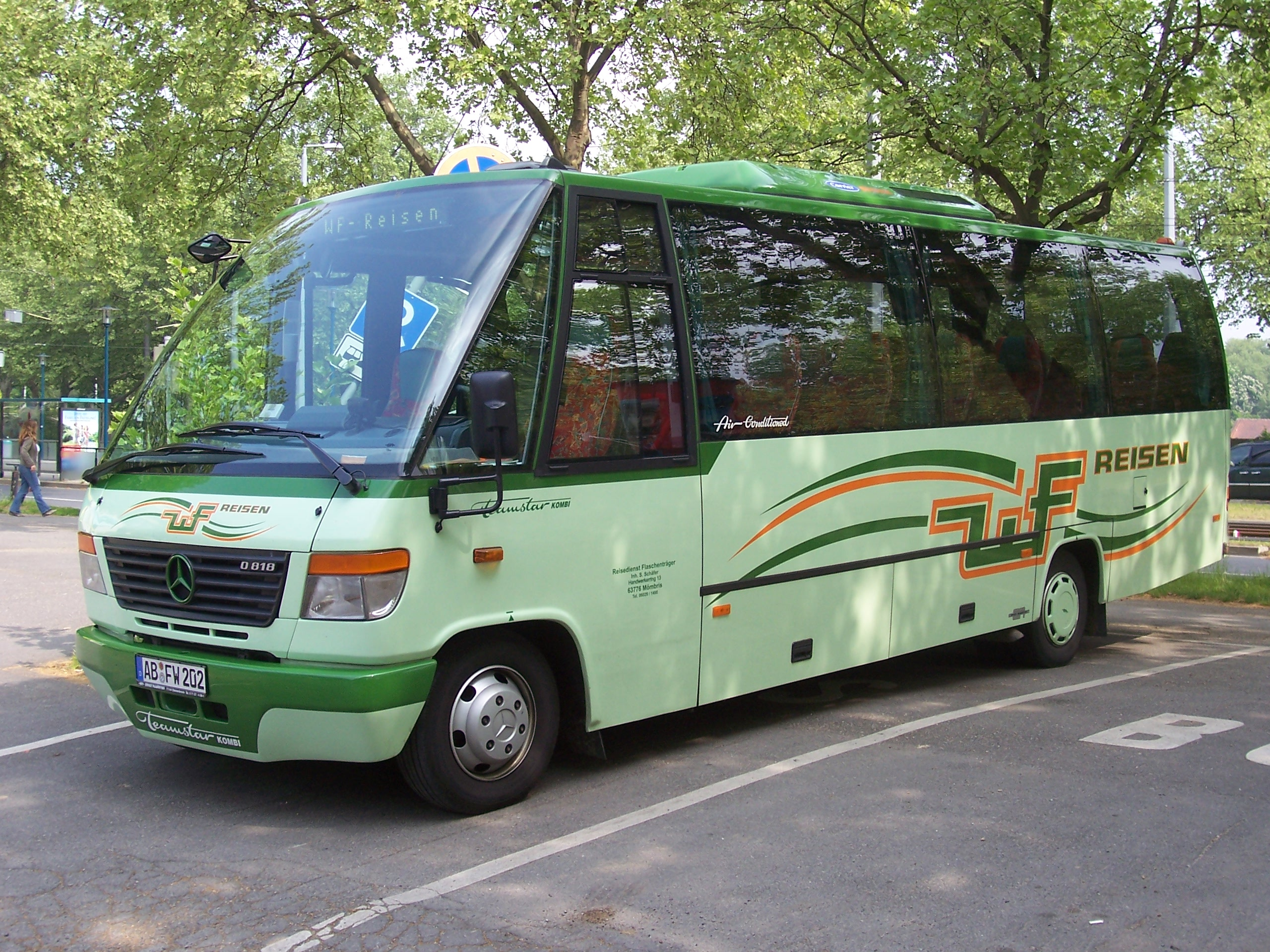
Teamstar Kombi

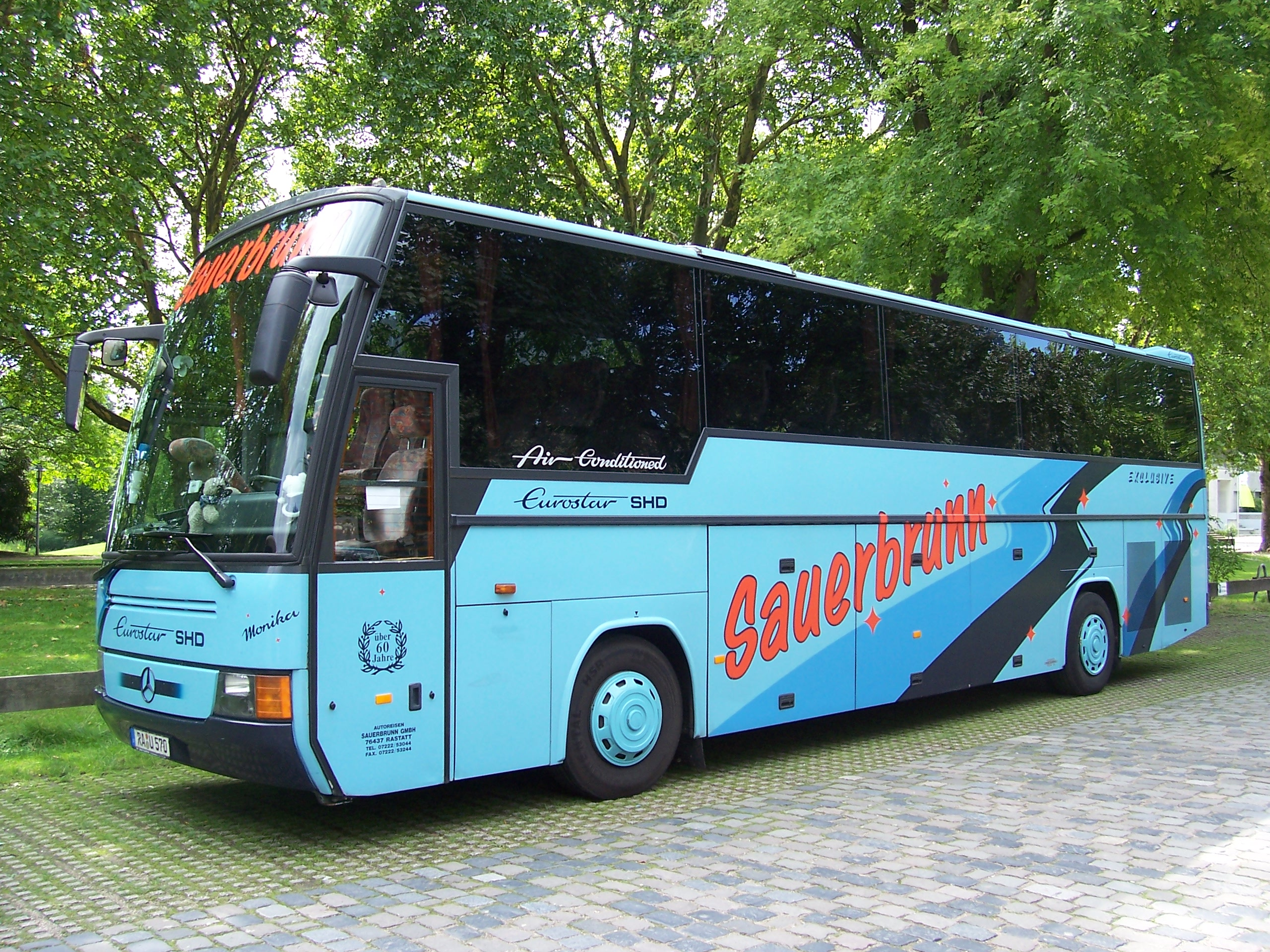
Eurostar SHD

1973 wandelte Ernst Auwärter sen. das Unternehmen in eine Kommanditgesellschaft, die Ernst Auwärter Karosserie- und Fahrzeugbau KG. Geschäftsführer und persönlich haftender Gesellschafter wurde sein Sohn Ernst Auwärter jun. (1938–2022), Kommanditisten wurden seine Töchter Olga Zellner und Ingeborg Bahn sowie Elisabeth Schabs. Inzwischen wurden 95 Arbeitnehmer beschäftigt und in jenem Jahr auch der 1000. Bus in der Unternehmensgeschichte hergestellt. Bei einem internationalen Omnibus-Wettbewerb in Nizza erhielt das Unternehmen den Grand-Prix d’excellence für den Bus-Typ Eurostar de Luxe.
1976 zog das Unternehmen von Möhringen in ein neu erbautes Werk in Steinenbronn, wo großzügige Fabrikationshallen entstanden. Spezialität waren Kleinbusse, sogenannte Clubbusse (bei EA „Clubstar“ und „Teamstar“ genannt); es wurden aber auch große Fernreiseomnibusse bis hin zum 15-Meter-Dreiachser („Eurostar“) in kleinen Stückzahlen produziert.
1995 brachte das Unternehmen sehr erfolgreich einen Kleinbus auf den Markt, der auf dem Fahrwerk eines Sprinters der Daimler-Benz AG erstellt wurde. Auf der Omnibusmesse Montreux erhielt dieses Modell den ersten Preis. Der Sprinter-Bus entwickelte sich zu einem Renner. Ernst Auwärter produzierte davon in der Folge 50–60 Fahrzeuge im Jahr.

### EA Karosserie- und Fahrzeugbau Gera GmbH
Nach der Wiedervereinigung wurde 1993 ein Teil eines Werkes des Volkseigenen Betriebs Kraftfahrzeug-Instandsetzungswerk (KIW) in Gera mit der Auflage erworben, 60 Mitarbeiter dieses Betriebs zu übernehmen. Das Unternehmen wurde unter dem Namen EA Karosserie- und Fahrzeugbau Gera GmbH geführt und zunächst als Stützpunkt für Auwärter-Kunden in Osteuropa weiterentwickelt. Die Ernst Auwärter KG hielt zunächst nur 50 % der Anteile an der Gesellschaft. Mitgesellschafter und Geschäftsführer wurde Peter Schilling, der bereits in dem Volkseigenen Betrieb in Gera eine leitende Stellung und Erfahrung im Fahrzeugbau hatte. Bereits im Mai 1993 wurde die Produktion von Kleinbussen aufgenommen; das Unternehmen in Gera war damit erfolgreich und beschäftigte bald 150 Arbeitnehmer. Von 1993 bis 2004 wurden dort rund 600 Kleinbusse auf Basis des Mercedes-Benz Sprinter produziert. Aufgrund der Probleme, die den gesamten Omnibus-Karosseriebau betrafen, musste die Gesellschaft in Gera 2004 Insolvenz anmelden, was jedoch nicht zum Untergang des Unternehmens führte. Der vom Amtsgericht Gera als Insolvenzverwalter bestellte Rechtsanwalt Harald Hess veräußerte den Betrieb. Er wird unter dem Namen TS Fahrzeugtechnik GmbH fortgeführt.

### Der Niedergang
Die Ernst Auwärter KG konnte sich bis Anfang des 21. Jahrhunderts als letzter klassischer Omnibuskarosseriebauer in Deutschland halten, doch nach der Jahrtausendwende geriet auch sie in wirtschaftliche Schwierigkeiten. Billigfluganbieter machten den Busunternehmen Konkurrenz. Ferner litt das Image der Branche unter spektakulären Busunfällen. Die Kunden, meist kleinere und mittlere Busunternehmen, litten selbst unter rückläufigen Umsätzen. Der Preisdruck auf die Produkte der Ernst Auwärter KG nahm zu und wurde durch ausländische Busanbieter mit günstigeren Standortbedingungen verstärkt. Das Unternehmen konnte seine Produktionskapazitäten nicht schnell genug den sinkenden Umsätzen anpassen. Die Produktions- und Verwaltungsabläufe waren veraltet. Während im Jahr 2002 bei einem Umsatz von 35,9 Mio. Euro noch ein kleiner Gewinn von 53.000 Euro ausgewiesen wurde, waren in den Jahren 2003 bis 2004 zurückgehende Umsätze und Verluste zu verzeichnen. 2004, im Jahr des 150-jährigen Bestehens, lag der Umsatz des Unternehmens bei 30,3 Mio. Euro mit einem Verlust von 1½ Mio. Euro. 130 Beschäftigte fertigten jährlich rund 220 Busse.

### Die Insolvenz
Am 7. Februar 2005 stellte das Unternehmen beim Amtsgericht Stuttgart den Antrag, ein Insolvenzverfahren zu eröffnen. Als Insolvenzverwalter wurde der Stuttgarter Rechtsanwalt Volker Grub bestellt. Die Ernst Auwärter KG beschäftigte noch 130 Arbeitnehmer und 25 Auszubildende und fertigte 130 Busse im Jahr.
Trotz Sanierungsmaßnahmen des Insolvenzverwalters – 57 Arbeitsplätze wurden abgebaut – war eine Fortführung des Unternehmens nicht mehr möglich, denn der Auftragseingang ging so stark zurück, dass eine geordnete Produktion nicht mehr möglich war. Die Gläubigerversammlung beschloss deshalb am 19. Mai 2005 den Betrieb stillzulegen.

### Pucher übernimmt Auwärter
Der Insolvenzverwalter setzte noch auf einen Verkauf des Unternehmens in Form eines Asset-Deals. Als alleinige Fortführungslösung blieb ihm ein Angebot eines kleinen Busherstellers aus Linz, der Firma Pucher GmbH & Co. KG. Sie interessierte sich für die Produktion der Kleinbusse „Teamstar“ und „Sprinter“ und war bereit, in Steinenbronn mit 30 Arbeitnehmern und 7 Auszubildenden zu produzieren. Sie verlangte jedoch, dass alle 155 Arbeitnehmer sich schriftlich verpflichteten, auf ihre Rechte aus § 613a BGB bei einem Betriebsübergang zu verzichten. 21 Arbeitnehmer waren dazu nicht bereit. Dass eine Übernahme dennoch zustande kam, war dem Zugeständnis des Insolvenzverwalters zu verdanken, das finanzielle Risiko der möglichen 21 Kündigungsschutzklagen zu übernehmen. Er sicherte sich jedoch ab, indem er mit Gewerkschaft und Betriebsrat eine Namensliste erstellte, mit der vereinbart wurde, wem gekündigt und wer von Pucher übernommen würde. Dadurch wurde die Sozialauswahl bei den Kündigungen indiziert. Pucher übernahm den Betrieb zum 30. August 2005 unter der neu gegründeten Firma Auwärter GmbH.

### Die Insolvenz des persönlich haftenden Gesellschafters
Auch über das Vermögen des persönlich haftenden Gesellschafters Ernst Auwärter jun. eröffnete das Amtsgericht Stuttgart am 19. August 2005 ein Insolvenzverfahren. Insolvenzverwalterin wurde die Stuttgarter Rechtsanwältin Inge Rall. Das Verfahren blieb vollständig masselos. Am 28. Oktober 2011 erteilte das Insolvenzgericht Stuttgart für Ernst Auwärter jun. die Restschuldbefreiung.

### Auwärter GmbH
Die Auwärter GmbH stellte die Produktion in Steinenbronn Ende März 2009 ein und war dann nur noch als Vertriebsgesellschaft tätig. Die Busse wurden bei der Muttergesellschaft Pucher in Linz hergestellt. 2013 meldete auch Pucher Insolvenz an. Infolgedessen wurde auch für die Auwärter GmbH die Insolvenz angemeldet und der Betrieb beendet.